# 戸田懐生
戸田 懐生（とだ なつき、2000年7月22日 - ）は、愛知県高浜市出身のプロ野球選手（投手）。右投右打。読売ジャイアンツ所属。

## 経歴

### プロ入り前
高浜市立高浜小学校1年時に、1学年上の兄の影響で、「高浜軍」で軟式野球を始める。野球を始めた頃からポジションは投手であった。高浜市立南中学校時代は「愛知衣浦シニア」に所属。同シニアでは投手兼内野手としてプレーし、3年生のときには第21回日本リトルシニア全国選抜野球大会に出場した。
元中日ドラゴンズの投手だった若林弘泰の誘いもあり、若林が監督を務める東京都の東海大菅生高等学校に進学。同級生には田中幹也がいる。2年夏の都大会ではエースナンバーを背負って4試合に登板した。本戦の第99回全国高等学校野球選手権大会では背番号11をつけてベンチ入りし、一学年上の松本健吾とともに二枚看板の投手陣で同校初のベスト4入りに貢献した。特に3回戦の対青森山田高校戦では最高球速144km/hを記録するなど、9回6安打7奪三振1失点で完投する好投を披露し、3試合で防御率0.69の好成績を挙げた。しかし、秋に肘の靱帯を損傷したことなどから高校を退学し、愛知に帰郷。通信制高校の屋久島おおぞら高等学校（KTCおおぞら高等学院）へ進んだ。しかし、野球を辞めるつもりはなく、転校後もトミー・ジョン手術や温存療法を行わず、ノースロー調整に取り組んだ。

### 独立リーグ時代
高校卒業後の2019年6月に肘の故障が癒えたため、若林監督と相談したところ、四国アイランドリーグplusの徳島インディゴソックスを紹介され、後期から入団。1年目はクローザーを担い、1失点も許さない投球でリーグ優勝に貢献した。グランドチャンピオンシップにも登板し、1敗を喫するも2セーブを挙げ、独立リーグ日本一にも貢献した。なお、規定によりこの年の戸田はNPBドラフト対象外であった。
2020年は先発に転向。エースとして開幕投手に指名され、6月20日、開幕戦の対香川オリーブガイナーズ戦（レクザムスタジアム）に先発登板。6回2失点と試合を作ったが、香川の歳内宏明の前に打線が沈黙し、3対0で敗戦を喫した。6月26日の対高知ファイティングドッグス戦（高知市野球場）で、7回3失点（自責1）の内容で先発初勝利を挙げ、8月22日の対香川戦（レクザムボールパーク丸亀）では初の完封勝利を挙げた。9月5日の対福岡ソフトバンクホークス三軍戦（JAバンク徳島スタジアム）で5回無失点の投球を見せ、この日時点で28回連続無失点となった。この後も無失点投球を続け、同月22日の対愛媛マンダリンパイレーツ戦（JAバンク徳島スタジアム）の5回に失点を喫するまで、連続無失点記録を47回まで伸ばした。このシーズンは優勝したチームの主戦投手として9勝・139奪三振の記録でリーグの最多勝・最多奪三振のタイトルを獲得し、防御率1.24もリーグ3位であり、リーグのベストナインならびに年間MVPに選出された。
2020年10月26日に行われたドラフト会議では、読売ジャイアンツから育成7位指名を受け、11月27日に支度金300万円、年俸400万円で育成選手として仮契約した。背番号は020。スカウト部次長の榑松伸介によると、この背番号には、早く「0」を取って、先発でも救援でも主力投手が着けるイメージのある背番号である「20」を目指して欲しいという願いが込められている。同年、徳島所属選手では戸田の他に、森祐樹、楢崎塁、亀山英輝、行木俊の計5選手にNPBからの調査書が届いていたが、行木が広島東洋カープより5位指名を受けるも、他の選手の指名はされなかった。

### 巨人時代
2021年は、春季キャンプを三軍でスタート。前年の登板の負担から右腕のコンディションにやや不安があったため、大事をとって一時は故障班に振り分けられていた。4月17日の対東北楽天ゴールデンイーグルス戦（読売ジャイアンツ球場）でイースタン・リーグ公式戦初登板初先発。5回6安打3失点で降板し、3与四球ながら6奪三振を記録した。二度目の登板となった同月24日の対北海道日本ハムファイターズ戦（ファイターズ鎌ケ谷スタジアム）で6回5安打1失点の好投を見せ、二軍公式戦初勝利を手にした。以降、二軍の先発ローテーションに入り、6月6日時点で二軍公式戦6試合の登板で3勝0敗、防御率3.44の成績を、三軍戦は2試合の登板で2勝0敗、防御率1.50の成績を残したことから、6月7日に支配下選手契約に移行された。推定年俸は420万円、背番号は90に変更となった。2020年に育成ドラフト指名された巨人の12名の中で、戸田が最も早く支配下登録を手にした。11日、中継ぎ要員として初の一軍昇格。大量点差のついた3試合に救援登板し、いずれも無失点に抑えたが、7月4日に登録を抹消された。同15日開催のフレッシュオールスターゲームに選出され、6番手で登板し、1回を1安打無失点に抑えた。東京オリンピック開催による公式戦中断期間中、7月21日に巨人内で行われた、全軍混合で3チームによる「7回3アウト制」の変則的な紅白戦「リアルジャイアンツカップ」では、2回を打者6人の完全投球を披露し、敢闘賞が贈られた。同じく中断期間中の8月4日、福岡ソフトバンクホークスとのエキシビションマッチでは非公式試合ながら一軍初先発を経験するも、3回2失点で降板した。以降、一軍に再昇格することはなく、二軍成績は18試合の登板で87回1/3を投げ、8勝1敗、防御率3.30だった。10月11日から開幕の教育リーグ・第18回みやざきフェニックス・リーグのメンバーに入り、阪神タイガースとの初戦に先発した。
2022年は、4月2日の阪神戦（東京ドーム）にて、先発の山﨑伊織の後を受け、4回途中1点リードのピンチの場面で登板し、1回1/3を無失点に抑え、プロ初勝利を挙げる。最終的に一軍では、リリーフとして14試合に登板し1勝0敗、防御率6.55の成績だったが、10月25日に自由契約となる。11月22日に育成選手として再契約した。育成契約にはなったが210万円増の730万円で契約を更改した。12月14日、翌年からの背番号が020に変更となった。
2023年は、イースタン・リーグで15試合に登板し、3勝1敗、防御率3.52という成績だった。
2024年は、イースタン・リーグでの登板は29試合で、2勝2敗2セーブ、防御率2.03の成績だったが、支配下復帰には至らなかった。
2025年は、3月26日のオイシックス戦で、一軍の阿部慎之助監督が視察する中リリーフ登板し1回無失点に抑える等、イースタン・リーグで開幕から4試合に登板し1勝、防御率1.13を記録。同31日に支配下選手登録され、背番号も95に変更となった。4月18日に一軍昇格し、20日の東京ヤクルトスワローズ戦に救援で3年ぶりの一軍登板を果たすも、回またぎの延長10回2死の場面で伊藤琉偉にサヨナラ打を浴び、プロ入り初の敗戦投手となった。救援登板2試合のみで23日に登録を抹消された。

## 選手としての特徴・人物
身長170cmの小柄な体ながら、全身を使って投げることを意識したダイナミックな投球フォームで、身長の低さを感じさせない高い位置のリリースポイントから角度のついたボールを投げ込む。2020年からは、両腕を振りかぶってから一度上げた左足を止めてから、もう一度振りかぶるように両手を頭上に上げて勢いをつける独特な2段モーションの投球フォームを採用している。この2段モーションは巨人入団後に一度封印していた時期があったが、2023年6月頃から再度採用している。2段モーションの他、左足を上げる際に軸足をヒールアップするのも特徴。巨人の担当スカウトの野間口貴彦からは戸田について「体は大きくないですが、それを感じさせないダイナミックなフォームで相手を圧倒するイメージ」と評された。
直球の球速は常時140km/h中盤を記録し、最速150km/hを記録する。直球のキレがよく、回転軸はほぼ90度。変化球は切れ味のよいスライダーの他、カーブ、カットボール、チェンジアップ、スプリット（フォークとも）を投げる。得意球はカットボールとスプリットで、スプリットは左打者対策のために2020年から投げ始めた球種である。巨人入団後は、フォークが決め球とされている。2023年の秋季練習では監督の阿部慎之助からナックルボールを伝授されている。
四国アイランドリーグplus時代は奪三振率が優秀で、1年目は9.45、2年目はリーグトップの10.75という数値を記録し、2年目は奪三振王のタイトルも獲得した。1年目は与四死球がやや多かったものの、2年目は改善していった。なお先発17試合のうち、四死球を3つ以上出した試合は2試合のみだった。徳島球団公式noteでは「変化球の制球力に長けている」と評されている一方で、徳島2年目の吉田篤史監督は、戸田のボールが全体的にまだ高めである点を指摘している。
人見知りな性格。マウンド上では「気持ちの部分で（相手バッターに）負けたらいけない」という考えから、ふてぶてしい印象を抱かせる態度を取る。徳島の吉田監督は冗談めかして「生意気なヤツですよ」、「若いうちはそれくらいがいい。いい子なだけじゃダメだし、負けず嫌いじゃないと」と戸田のことを評している。
子供の頃からの憧れの投手は川上憲伸で、奇しくも、戸田も甲子園や徳島では川上と同じ背番号「11」を背負った。
妹の戸田ゆうなも至学館大学女子硬式野球部に所属する野球選手で、2022年には、翌年に創設される読売巨人軍の女子チームのトライアウトを受験した。

## 詳細情報

### 年度別投手成績
| 年 度     | 球 団     | 登 板 | 先 発 | 完 投 | 完 封 | 無 四 球 | 勝 利 | 敗 戦 | セ 丨 ブ | ホ 丨 ル ド | 勝 率 | 打 者 | 投 球 回 | 被 安 打 | 被 本 塁 打 | 与 四 球 | 敬 遠 | 与 死 球 | 奪 三 振 | 暴 投 | ボ 丨 ク | 失 点 | 自 責 点 | 防 御 率 | W H I P |
| --------- | --------- | ----- | ----- | ----- | ----- | -------- | ----- | ----- | -------- | ----------- | ----- | ----- | -------- | -------- | ----------- | -------- | ----- | -------- | -------- | ----- | -------- | ----- | -------- | -------- | ------- |
| 2021      | 巨人      | 3     | 0     | 0     | 0     | 0        | 0     | 0     | 0        | 0           | ----  | 12    | 3.0      | 3        | 0           | 1        | 0     | 0        | 0        | 0     | 0        | 0     | 0        | 0.00     | 1.33    |
| 2022      | 巨人      | 14    | 0     | 0     | 0     | 0        | 1     | 0     | 0        | 0           | 1.000 | 104   | 22.0     | 33       | 6           | 6        | 0     | 1        | 15       | 1     | 0        | 17    | 16       | 6.55     | 1.77    |
| 通算：2年 | 通算：2年 | 17    | 0     | 0     | 0     | 0        | 1     | 0     | 0        | 0           | 1.000 | 116   | 25.0     | 36       | 6           | 7        | 0     | 1        | 15       | 1     | 0        | 17    | 16       | 5.76     | 1.72    |

- 2023年度シーズン終了時

### 年度別守備成績
| 年 度 | 球 団 | 投手  | 投手  | 投手  | 投手  | 投手  | 投手     |
| 年 度 | 球 団 | 試 合 | 刺 殺 | 補 殺 | 失 策 | 併 殺 | 守 備 率 |
| ----- | ----- | ----- | ----- | ----- | ----- | ----- | -------- |
| 2021  | 巨人  | 3     | 1     | 0     | 0     | 0     | 1.000    |
| 2022  | 巨人  | 14    | 2     | 2     | 0     | 1     | 1.000    |
| 通算  | 通算  | 17    | 3     | 2     | 0     | 1     | 1.000    |

- 2023年度シーズン終了時

### 記録

#### NPB
初記録
- 初登板：2021年6月18日、対阪神タイガース10回戦（阪神甲子園球場）、8回裏に4番手で救援登板・完了、1回無失点[66]
- 初勝利：2022年4月2日、対阪神タイガース2回戦（東京ドーム）、4回表に2番手で救援登板、1回1/3無失点[67]
- 初奪三振：2022年4月5日、対広島東洋カープ1回戦（MAZDA Zoom-Zoom スタジアム広島）、7回裏に宇草孔基から空振り三振

### 独立リーグでの投手成績
| 年 度     | 球 団     | 登 板 | 先 発 | 完 投 | 完 封 | 無 四 球 | 勝 利 | 敗 戦 | セ 丨 ブ | ホ 丨 ル ド | 勝 率 | 打 者 | 投 球 回 | 被 安 打 | 被 本 塁 打 | 与 四 球 | 敬 遠 | 与 死 球 | 奪 三 振 | 暴 投 | ボ 丨 ク | 失 点 | 自 責 点 | 防 御 率 | W H I P |
| --------- | --------- | ----- | ----- | ----- | ----- | -------- | ----- | ----- | -------- | ----------- | ----- | ----- | -------- | -------- | ----------- | -------- | ----- | -------- | -------- | ----- | -------- | ----- | -------- | -------- | ------- |
| 2019      | 徳島      | 17    | 0     | 0     | 0     | 0        | 1     | 0     | 5        | 0           | 1.000 | 74    | 19.1     | 7        | 0           | 12       | -     | 0        | 21       | 1     | 0        | 0     | 0        | 0.00     | 0.98    |
| 2020      | 徳島      | 18    | 17    | 3     | 2     | 1        | 9     | 5     | 0        | 0           | .643  | 447   | 116.1    | 79       | 3           | 21       | -     | 2        | 139      | 9     | 0        | 21    | 16       | 1.44     | 0.86    |
| 通算：2年 | 通算：2年 | 35    | 17    | 3     | 2     | 1        | 10    | 5     | 5        | 0           | .667  | 521   | 135.2    | 86       | 3           | 33       | -     | 2        | 160      | 10    | 0        | 21    | 16       | 1.06     | 0.88    |

- 各年度の太字はリーグ最高

### 独立リーグでのタイトル・表彰
- 最多勝利（2020年）
- 最多奪三振（2020年）
- ベストナイン（投手部門：2020年）
- 年間MVP（2020年）

### 背番号
- 11（2019年 - 2020年）
- 020（2021年[27]- 同年6月6日、2023年[52] - 2025年3月30日）
- 90（2021年6月7日[39] - 2022年）
- 95（2025年3月31日[56] - ）